# Draft 2011 de la NBA
2010 2012
La draft 2011 de la NBA est la 65e draft annuelle de la National Basketball Association (NBA), se déroulant en amont de la saison 2011-2012. Elle s'est tenue le 23 juin 2011 au Prudential Center situé à Newark dans le New Jersey. Un total de 60 joueurs ont été sélectionnés en 2 tours.
La draft de la NBA est un événement annuel où les joueurs des universités ayant au moins 19 ans le jour de la draft et ayant quitté le lycée depuis au minimum 1 an sont choisis pour jouer dans une équipe professionnelle de la National Basketball Association (NBA). Les joueurs étrangers de plus de 19 ans sont eux aussi éligibles.
La loterie pour désigner la franchise qui choisit en première un joueur, consiste en une loterie pondérée : parmi les équipes non qualifiées en playoffs, les chances de remporter le premier choix sont de 25% pour la plus mauvaise équipe, et de 0,5% pour la « moins mauvaise », où chaque équipe se voit confier aléatoirement 250 à 5 combinaisons différentes. Les Cavaliers de Cleveland obtiennent le premier choix de la draft, par l’intermédiaire des Clippers de Los Angeles, qui remportent la loterie malgré un pourcentage de 2,8% d'avoir le premier choix.
Kyrie Irving est alors sélectionné en première position par les Cavaliers, en provenance de Duke. Il remporte également le titre de NBA Rookie of the Year pour sa première saison professionnelle
Cette draft marque les dernières sélections des Nets du New Jersey, puisqu'à la fin de la saison, la franchise est délocalisée à Brooklyn afin de devenir les Nets de Brooklyn.

## Éligibilité
À partir de la draft 2006 de la NBA, les joueurs lycéens ne sont plus éligibles pour la draft. L'accord collectif entre le syndicat des joueurs et la ligue a augmenté l'âge minimum de 18 à 19 ans.
- Tous les joueurs draftés, quelle que soit leur nationalité, doivent être nés avant le 31 décembre 1992 inclus (i.e. qu'ils doivent avoir 19 ans durant l'année civile de la draft).
- Les joueurs ayant été diplômés dans un lycée américain doivent avoir obtenu leur diplôme depuis au moins un an[6].

## Loterie
La détermination de l'ordre des franchises obéit à plusieurs règles : les quatorze équipes ne disputant pas les playoffs se voient attribuer les quatorze premiers choix de la draft. Les trois premières franchises à pouvoir sélectionner un joueur sont déterminées à l'issue de la loterie de la draft de la NBA, où le classement inversé en termes de pourcentage victoires-défaites attribue plus ou moins de chances d'être désigné : ainsi, les Timberwolves du Minnesota, moins bon bilan de la saison avec 17 victoires et 65 défaites se voient attribuer 25% de chances de pouvoir choisir le premier joueur, les Cavaliers de Cleveland, 19,9% jusqu'aux Rockets de Houston avec 0,5%. Après les trois premiers choix, les équipes choisissent dans l'ordre inverse du bilan (les équipes au moins bon bilan, choisissant en priorité).
Ce sont finalement les Cavaliers qui obtiennent le premier choix de la draft : ils obtiennent celui-ci par l’intermédiaire des Clippers de Los Angeles, qui remporte la loterie malgré un pourcentage de 2,8%. Cleveland détenait ce droit depuis un transfert en février qui voyait Baron Davis et le premier tour de la draft 2011 être transférés aux Cavaliers contre Mo Williams et Jamario Moon.
Le tableau ci-dessous présente la probabilité pour chaque équipe de recevoir les différents choix.
| ^ | Signale le résultat de la loterie |

| Équipe                    | Chances | Choix | Choix | Choix | Choix | Choix | Choix | Choix | Choix | Choix | Choix | Choix | Choix | Choix | Choix |
| Équipe                    | Chances | 1er   | 2e    | 3e    | 4e    | 5e    | 6e    | 7e    | 8e    | 9e    | 10e   | 11e   | 12e   | 13e   | 14e   |
| ------------------------- | ------- | ----- | ----- | ----- | ----- | ----- | ----- | ----- | ----- | ----- | ----- | ----- | ----- | ----- | ----- |
| Timberwolves du Minnesota | 250     | 25,0% | 21,5% | 17,7% | 35,8% | —     | —     | —     | —     | —     | —     | —     | —     | —     | —     |
| Cavaliers de Cleveland    | 199     | 19,9% | 18,8% | 17,1% | 31,9% | 12,5% | —     | —     | —     | —     | —     | —     | —     | —     | —     |
| Raptors de Toronto        | 156     | 15,6% | 15,7% | 15,5% | 22,5% | 26,5% | 4,1%  | —     | —     | —     | —     | —     | —     | —     | —     |
| Wizards de Washington     | 119     | 11,9% | 12,6% | 13,3% | 9,9%  | 35,1% | 16,1% | 1,3%  | —     | —     | —     | —     | —     | —     | —     |
| Kings de Sacramento       | 76      | 7,6%  | 8,4%  | 9,5%  | —     | 26,1% | 38,6% | 9,3%  | 0,4%  | —     | —     | —     | —     | —     | —     |
| Nets du New Jersey        | 75      | 7,5%  | 8,3%  | 9,4%  | —     | —     | 41,3% | 29,4% | 3,9%  | 0,1%  | —     | —     | —     | —     | —     |
| Pistons de Détroit        | 43      | 4,3%  | 4,9%  | 5,8%  | —     | —     | —     | 59,9% | 23,2% | 1,8%  | —     | —     | —     | —     | —     |
| Clippers de Los Angeles   | 28      | 2,8%  | 3,3%  | 3,9%  | —     | —     | —     | —     | 72,5% | 16,8% | 0,8%  | —     | —     | —     | —     |
| Bobcats de Charlotte      | 17      | 1,7%  | 2,0%  | 2,4%  | —     | —     | —     | —     | —     | 81,3% | 12,2% | 0,4%  | —     | —     | —     |
| Bucks de Milwaukee        | 11      | 1,1%  | 1,3%  | 1,6%  | —     | —     | —     | —     | —     | —     | 87,0% | 8,9%  | 0,2%  | —     | —     |
| Warriors de Golden State  | 8       | 0,8%  | 0,9%  | 1,2%  | —     | —     | —     | —     | —     | —     | —     | 90,7% | 6,3%  | 0,1%  | —     |
| Jazz de l'Utah            | 7       | 0,7%  | 0,8%  | 1,0%  | —     | —     | —     | —     | —     | —     | —     | —     | 93,5% | 3,9%  | —     |
| Suns de Phoenix           | 6       | 0,6%  | 0,7%  | 0,9%  | —     | —     | —     | —     | —     | —     | —     | —     | —     | 96,0% | 1,8%  |
| Rockets de Houston        | 5       | 0,5%  | 0,6%  | 0,7%  | —     | —     | —     | —     | —     | —     | —     | —     | —     | —     | 98,2% |

## Draft

### Légende
| ^ | Signale un joueur qui a été intronisé au Basketball Hall of Fame                                                                |
| * | Signale un joueur qui a été sélectionné pour au moins un match annuel NBA All-Star Game et une récompense annuelle All-NBA Team |
| + | Signale un joueur qui a été sélectionné pour au moins un match annuel NBA All-Star Game                                         |
| x | Signale un joueur qui a été sélectionné pour au moins une récompense annuelle All-NBA Team                                      |
| R | Signale le joueur qui a remporté le titre de NBA Rookie of the Year                                                             |

| Freshman (Fr.) : 1re année | Sophomore (So.) : 2e année | Junior (Jr.) : 3e année | Senior (Sr.) : 4e année |

### Premier tour
| Choix | Nom                | Position           | Nationalité        | Équipe | Provenance             |
| ----- | ------------------ | ------------------ | ------------------ | --- | ---------------------- |
| 1     | Kyrie Irving* R    | Meneur             | États-Unis         | Cavaliers de Cleveland (en provenance des Clippers de Los Angeles)                                        | Duke (Fr.)             |
| 2     | Derrick Williams   | Ailier             | États-Unis         | Timberwolves du Minnesota                                                                                 | Arizona (So.)          |
| 3     | Enes Kanter        | Pivot Ailier fort  | Turquie            | Jazz de l'Utah (en provenance des Nets du New Jersey)                                                     | Kentucky (Fr.)         |
| 4     | Tristan Thompson   | Ailier fort Pivot  | Canada             | Cavaliers de Cleveland                                                                                    | Texas (Fr.)            |
| 5     | Jonas Valančiūnas  | Pivot              | Lituanie           | Raptors de Toronto                                                                                        | Lietuvos Rytas         |
| 6     | Jan Veselý         | Ailier             | République tchèque | Wizards de Washington                                                                                     | Partizan               |
| 7     | Bismack Biyombo    | Ailier fort Pivot  | RD Congo           | Kings de Sacramento (transféré aux Bobcats de Charlotte)                                                  | Fuenlabrada            |
| 8     | Brandon Knight     | Arrière Ailier     | États-Unis         | Pistons de Détroit                                                                                        | Kentucky (Fr.)         |
| 9     | Kemba Walker*      | Meneur Arrière     | États-Unis         | Bobcats de Charlotte                                                                                      | Connecticut (Jr.)      |
| 10    | Jimmer Fredette    | Arrière Meneur     | États-Unis         | Bucks de Milwaukee (transféré aux Kings de Sacramento)                                                    | BYU (Sr.)              |
| 11    | Klay Thompson*     | Arrière Ailier     | États-Unis         | Warriors de Golden State                                                                                  | Washington State (Jr.) |
| 12    | Alec Burks         | Arrière Meneur     | États-Unis         | Jazz de l'Utah                                                                                            | Colorado (So.)         |
| 13    | Markieff Morris    | Ailier Ailier fort | États-Unis         | Suns de Phoenix                                                                                           | Kansas (Jr.)           |
| 14    | Marcus Morris      | Ailier fort        | États-Unis         | Rockets de Houston                                                                                        | Kansas (Jr.)           |
| 15    | Kawhi Leonard*     | Ailier             | États-Unis         | Pacers de l'Indiana (transféré aux Spurs de San Antonio)                                                  | San Diego State (So.)  |
| 16    | Nikola Vučević+    | Pivot Ailier fort  | Monténégro         | 76ers de Philadelphie                                                                                     | USC (Jr.)              |
| 17    | Iman Shumpert      | Arrière            | États-Unis         | Knicks de New York                                                                                        | Georgia Tech (Jr.)     |
| 18    | Chris Singleton    | Ailier fort        | États-Unis         | Wizards de Washington (en provenance des Hawks d'Atlanta)                                                 | Florida State (Jr.)    |
| 19    | Tobias Harris      | Ailier fort        | États-Unis         | Bobcats de Charlotte (en provenance des Hornets de La Nouvelle-Orléans via les Trail Blazers de Portland) | Tennessee (Fr.)        |
| 20    | Donatas Motiejūnas | Ailier fort        | Lituanie           | Timberwolves du Minnesota (en provenance des Grizzlies de Memphis via le Jazz de l'Utah)                  | Benetton Trévise       |
| 21    | Nolan Smith        | Meneur             | États-Unis         | Trail Blazers de Portland                                                                                 | Duke (Sr.)             |
| 22    | Kenneth Faried     | Ailier fort        | États-Unis         | Nuggets de Denver                                                                                         | Morehead State Sr.     |
| 23    | Nikola Mirotić     | Ailier fort        | Espagne            | Rockets de Houston (en provenance des Suns de Phoenix via le Magic d'Orlando)                             | Real Madrid            |
| 24    | Reggie Jackson     | Meneur             | États-Unis         | Thunder d'Oklahoma City                                                                                   | Boston College (Jr.)   |
| 25    | MarShon Brooks     | Arrière            | États-Unis         | Celtics de Boston (transféré aux Nets du New Jersey)                                                      | Providence (Sr.)       |
| 26    | Jordan Hamilton    | Ailier Arrière     | États-Unis         | Mavericks de Dallas (en provenance des Trail Blazers de Portland)                                         | Texas (So.)            |
| 27    | JaJuan Johnson     | Arrière            | États-Unis         | Nets du New Jersey (en provenance des Lakers de Los Angeles, transféré aux Celtics de Boston)             | Purdue (Sr.)           |
| 28    | Norris Cole        | Meneur             | États-Unis         | Bulls de Chicago (en provenance du Heat de Miami via les Raptors de Toronto)                              | Cleveland State (Sr.)  |
| 29    | Cory Joseph        | Meneur             | Canada             | Spurs de San Antonio                                                                                      | Texas (Fr.)            |
| 30    | Jimmy Butler*      | Ailier             | États-Unis         | Bulls de Chicago                                                                                          | Marquette (Sr.)        |

### Deuxième tour
| Choix | Nom                    | Position          | Nationalité | Équipe | Provenance                    |
| ----- | ---------------------- | ----------------- | ----------- | --- | ----------------------------- |
| 31    | Bojan Bogdanović       | Ailier            | Croatie     | Heat de Miami (en provenance des Timberwolves du Minnesota, transféré aux Nets du New Jersey)              | Fenerbahçe Ülker              |
| 32    | Justin Harper          | Ailier            | États-Unis  | Cavaliers de Cleveland (transféré au Magic d'Orlando)                                                      | Richmond (Sr.)                |
| 33    | Kyle Singler           | Ailier Arrière    | États-Unis  | Pistons de Détroit (en provenance des Raptors de Toronto)                                                  | Duke (Sr.)                    |
| 34    | Shelvin Mack           | Meneur            | États-Unis  | Wizards de Washington                                                                                      | Butler (Jr.)                  |
| 35    | Tyler Honeycutt        | Ailier            | États-Unis  | Kings de Sacramento                                                                                        | UCLA (So.)                    |
| 36    | Jordan Williams        | Ailier fort Pivot | États-Unis  | Nets du New Jersey                                                                                         | Maryland (So.)                |
| 37    | Trey Thompkins         | Ailier fort       | États-Unis  | Clippers de Los Angeles (en provenance des Pistons de Détroit)                                             | Georgia (Jr.)                 |
| 38    | Chandler Parsons       | Ailier            | États-Unis  | Rockets de Houston (en provenance des Clippers de Los Angeles)                                             | Florida (Sr.)                 |
| 39    | Jeremy Tyler           | Ailier fort Pivot | États-Unis  | Bobcats de Charlotte (transféré aux Warriors de Golden State)                                              | Tōkyō Apache                  |
| 40    | Jon Leuer              | Ailier fort       | États-Unis  | Bucks de Milwaukee                                                                                         | Wisconsin (Sr.)               |
| 41    | Darius Morris          | Meneur            | États-Unis  | Lakers de Los Angeles (en provenance des Warriors de Golden State via les Nets du New Jersey)              | Michigan (So.)                |
| 42    | Dāvis Bertāns          | Ailier            | Lettonie    | Pacers de l'Indiana (transféré aux Spurs de San Antonio)                                                   | Union Olimpija                |
| 43    | Malcolm Lee            | Arrière           | États-Unis  | Bulls de Chicago (en provenance du Jazz de l'Utah, transféré aux Timberwolves du Minnesota)                | Bruins d'UCLA (Jr.)           |
| 44    | Charles Jenkins        | Arrière           | États-Unis  | Warriors de Golden State (en provenance des Suns de Phoenix via les Bulls de Chicago)                      | Hofstra (Sr.)                 |
| 45    | Josh Harrellson        | Pivot             | États-Unis  | Hornets de La Nouvelle-Orléans (en provenance des 76ers de Philadelphie, transféré aux Knicks de New York) | Kentucky (Sr.)                |
| 46    | Andrew Goudelock       | Ailier Meneur     | États-Unis  | Lakers de Los Angeles (en provenance des Knicks de New York)                                               | Charleston (Sr.)              |
| 47    | Travis Leslie          | Arrière           | États-Unis  | Clippers de Los Angeles (en provenance des Rockets de Houston)                                             | Georgia (Jr.)                 |
| 48    | Keith Benson           | Ailier            | États-Unis  | Hawks d'Atlanta                                                                                            | Oakland (Sr.)                 |
| 49    | Josh Selby             | Meneur            | États-Unis  | Grizzlies de Memphis                                                                                       | Kansas (Fr.)                  |
| 50    | Lavoy Allen            | Ailier fort       | États-Unis  | 76ers de Philadelphie (en provenance des Hornets de la Nouvelle-Orléans)                                   | Temple (Sr.)                  |
| 51    | Jon Diebler            | Arrière           | États-Unis  | Trail Blazers de Portland                                                                                  | Ohio State (Sr.)              |
| 52    | Vernon Macklin         | Ailier fort Pivot | États-Unis  | Pistons de Détroit (en provenance des Nuggets de Denver)                                                   | Florida (Sr.)                 |
| 53    | DeAndre Liggins        | Arrière Ailier    | États-Unis  | Magic d'Orlando                                                                                            | Kentucky (Jr.)                |
| 54    | Milan Mačvan           | Ailier fort Pivot | Serbie      | Cavaliers de Cleveland (en provenance du Thunder d'Oklahoma City via le Heat de Miami)                     | Maccabi Tel-Aviv              |
| 55    | E'Twaun Moore          | Arrière           | États-Unis  | Celtics de Boston                                                                                          | Purdue (Sr.)                  |
| 56    | Chukwudiebere Maduabum | Ailier fort Pivot | Nigeria     | Lakers de Los Angeles (transféré aux Nuggets de Denver)                                                    | Jam de Bakersfield (D-League) |
| 57    | Tanguy Ngombo          | Ailier            | Qatar       | Mavericks de Dallas (transféré aux Trail Blazers de Portland)                                              | Al Rayyan (Qatar)             |
| 58    | Ater Majok             | Ailier fort Pivot | Australie   | Lakers de Los Angeles (en provenance du Heat de Miami)                                                     | Blaze de Gold Coast           |
| 59    | Ádám Hanga             | Arrière           | Hongrie     | Spurs de San Antonio                                                                                       | Albacomp                      |
| 60    | Isaiah Thomas*         | Meneur            | États-Unis  | Kings de Sacramento (en provenance des Bulls de Chicago via les Bucks de Milwaukee)                        | Washington (Jr.)              |

## Joueurs notables non draftés
| Nom                  | Position          | Nationalité           | Provenance                 |
| -------------------- | ----------------- | --------------------- | -------------------------- |
| Dairis Bertāns       | Arrière           | Lettonie              | VEF Rīga (Lettonie)        |
| Dwight Buycks        | Meneur            | États-Unis            | Marquette (Sr.)            |
| Malcolm Delaney      | Meneur            | États-Unis            | Virginia Tech (Sr.)        |
| Zoran Dragić         | Arrière           | Slovénie              | KK Krka (Slovénie)         |
| Diante Garrett       | Arrière           | États-Unis            | Iowa State (Sr.)           |
| Ben Hansbrough       | Arrière           | États-Unis            | Notre Dame (Sr.)           |
| Cory Higgins         | Arrière           | États-Unis            | Colorado (Sr.)             |
| Justin Holiday       | Ailier            | États-Unis            | Washington (Sr.)           |
| John Holland         | Arrière           | États-Unis Porto Rico | Boston University (Sr.)    |
| Scotty Hopson        | Arrière           | États-Unis            | Tennessee (Jr.)            |
| Omari Johnson        | Ailier            | Jamaïque États-Unis   | Oregon State (Sr.)         |
| D. J. Kennedy        | Arrière           | États-Unis            | St. John's (Sr.)           |
| Mindaugas Kuzminskas | Ailier            | Lituanie              | Žalgiris Kaunas (Lituanie) |
| Kalin Lucas          | Meneur            | États-Unis            | Michigan State (Sr.)       |
| Jacob Pullen         | Meneur            | États-Unis            | Kansas State (Sr.)         |
| Willie Reed          | Ailier fort Pivot | États-Unis            | Saint Louis (So.)          |
| Xavier Silas         | Meneur            | États-Unis            | Northern Illinois (Sr.)    |
| Greg Smith           | Pivot             | États-Unis            | Fresno State (So.)         |
| Alex Stepheson       | Ailier fort       | États-Unis            | USC (Sr.)                  |
| Julyan Stone         | Arrière           | États-Unis            | UTEP (Sr.)                 |
| Malcolm Thomas       | Ailier            | États-Unis            | San Diego State (Sr.)      |
| Mychel Thompson      | Ailier            | États-Unis            | Pepperdine (Sr.)           |
| Brad Wanamaker       | Arrière           | États-Unis            | Pittsburgh (Sr.)           |
| Chris Wright         | Ailier            | États-Unis            | Dayton (Sr.)               |
| Chris Wright         | Meneur            | États-Unis            | Georgetown (Sr.)           |